# Albysjön, Tyresö
Albysjön är en sjö i Tyresö kommun i Södermanland som ingår i Tyresåns huvudavrinningsområde. Sjön är 13 meter djup, har en yta på 0,729 kvadratkilometer och befinner sig 13,4 meter över havet. Vid provfiske har en stor mängd fiskarter fångats, bland annat abborre, björkna, braxen och gers.
Albysjön ingår i Tyresåns sjösystem och ligger inom Alby naturreservat.

## Sjöfakta
Tillrinning till sjön sker från Tyresö-Flaten via Wättingeströmmen, Grändalssjön, och Fnyskbäcken. Avrinning sker till Kalvfjärden i Östersjön via två vattenvägar, den ena via Fatburen och Follbrinkströmmen, den andra via Uddby kvarn och Uddbyviken. I sjön finns två större öar: Gimmerstaholmen och Fårholmen.
Sjön är kraftigt övergödd, men fosforhalterna har sänkts sedan slutet på 1970-talet, då reningsverken i Tyresåns sjösystem avleddes till Henriksdals vattenreningsverk i Nacka.

## Vandringsled
Förbi sjöns nordöstra del finns en markerad vandringsled, som inrättades av bland annat Tyresö församling. Rundan kallas "Pilgrimsvandring i kulturlandskap" och för pilgrimen till flera av de platser där målarprinsen Eugen skapade några av sina mest kända verk. En av dessa platser är toppen på Rävnäset med blick över Gimmerstaholmn. Den vackra vyn inspirerade Prins Eugen till sin målning ”Den ljusa natten” från 1899. Målningen finns i trapphuset för Norra latin.

## Delavrinningsområde
Albysjön ingår i delavrinningsområde (657232-163785) som SMHI kallar för Utloppet av Albysjön. Medelhöjden är 37 meter över havet och ytan är 15,67 kvadratkilometer. Räknas de 21 avrinningsområdena uppströms in blir den ackumulerade arean 236,88 kvadratkilometer. Avrinningsområdets utflöde Tyresån (Kålbrinksströmmen) mynnar i havet. Avrinningsområdet består mestadels av skog (50 procent). Avrinningsområdet har 0,85 kvadratkilometer vattenytor vilket ger det en sjöprocent på 5,2 procent. Bebyggelsen i området täcker en yta av 6,51 kvadratkilometer eller 40 procent av avrinningsområdet.

## Fisk
Vid provfiske har följande fisk fångats i sjön:
- Abborre
- Björkna
- Braxen
- Gärs
- Gädda
- Gös
- Löja
- Mört
- Nors
- Ruda
- Sarv
- Sutare

## Bilder

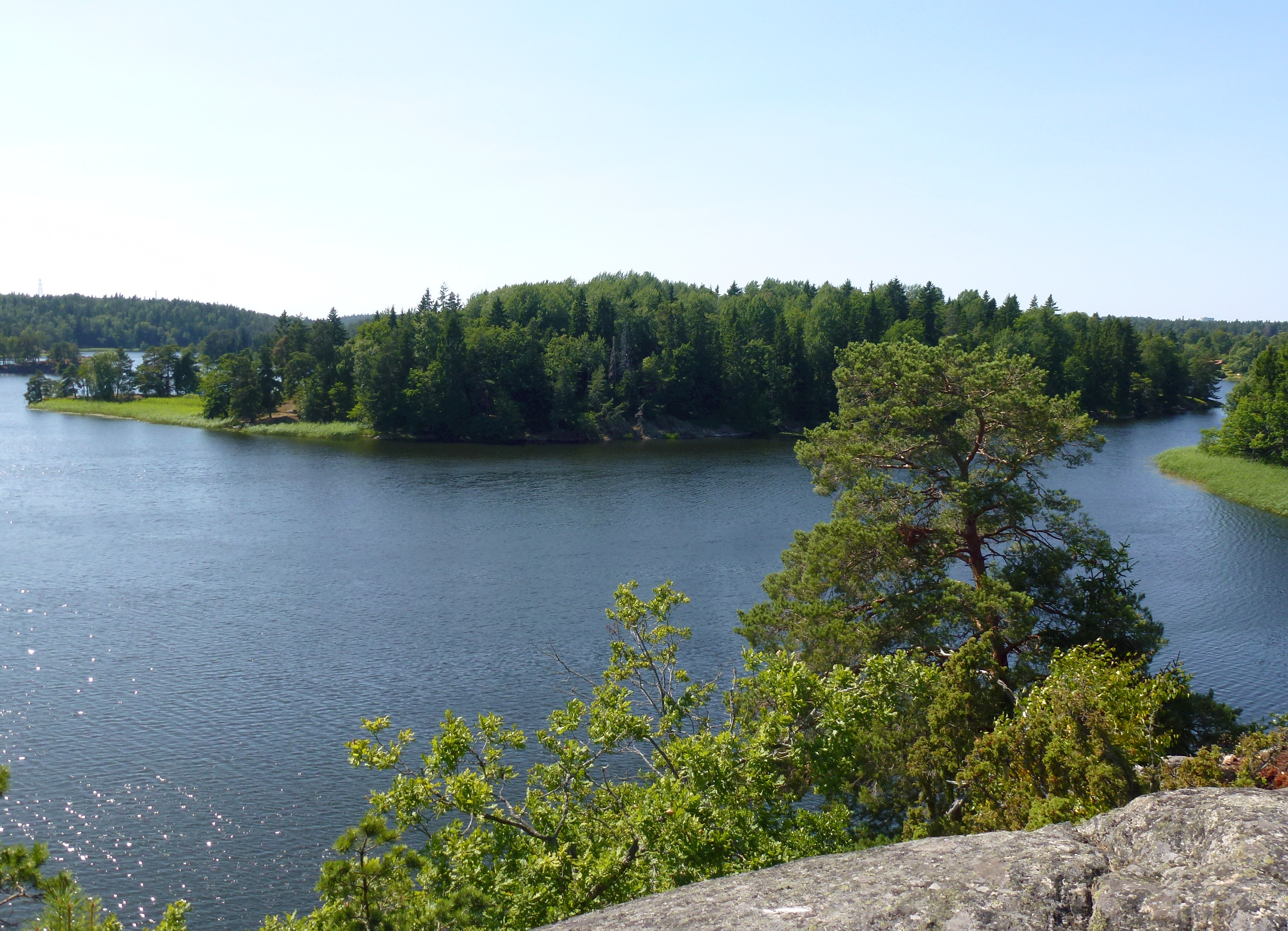
Vy över Gimmerstaholmen, motiv för Prins Eugens målning "Den ljusa natten"
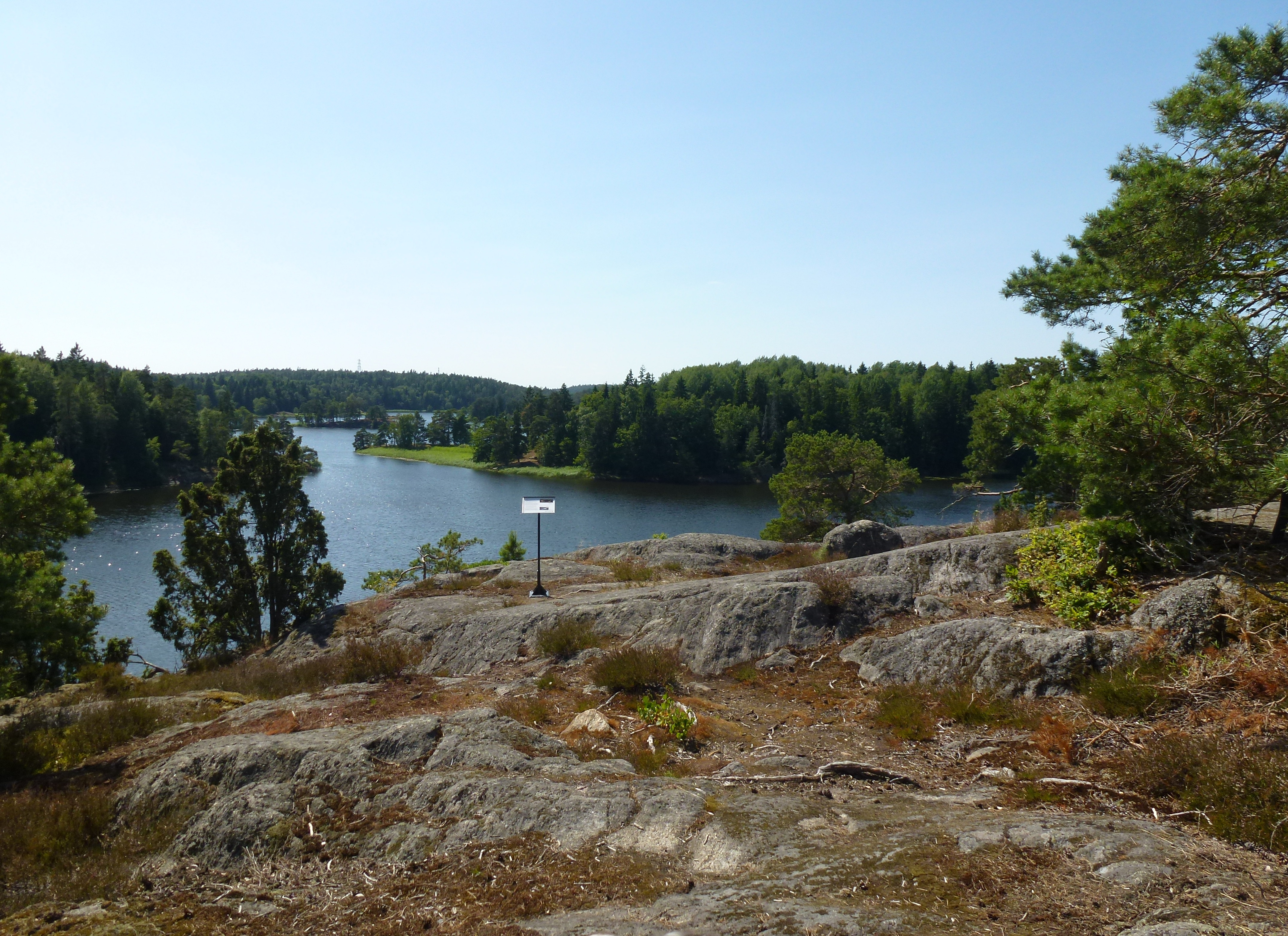
Vy från Rävnäset med Gimmerstaholmen och Fårholmen i bakgrunden
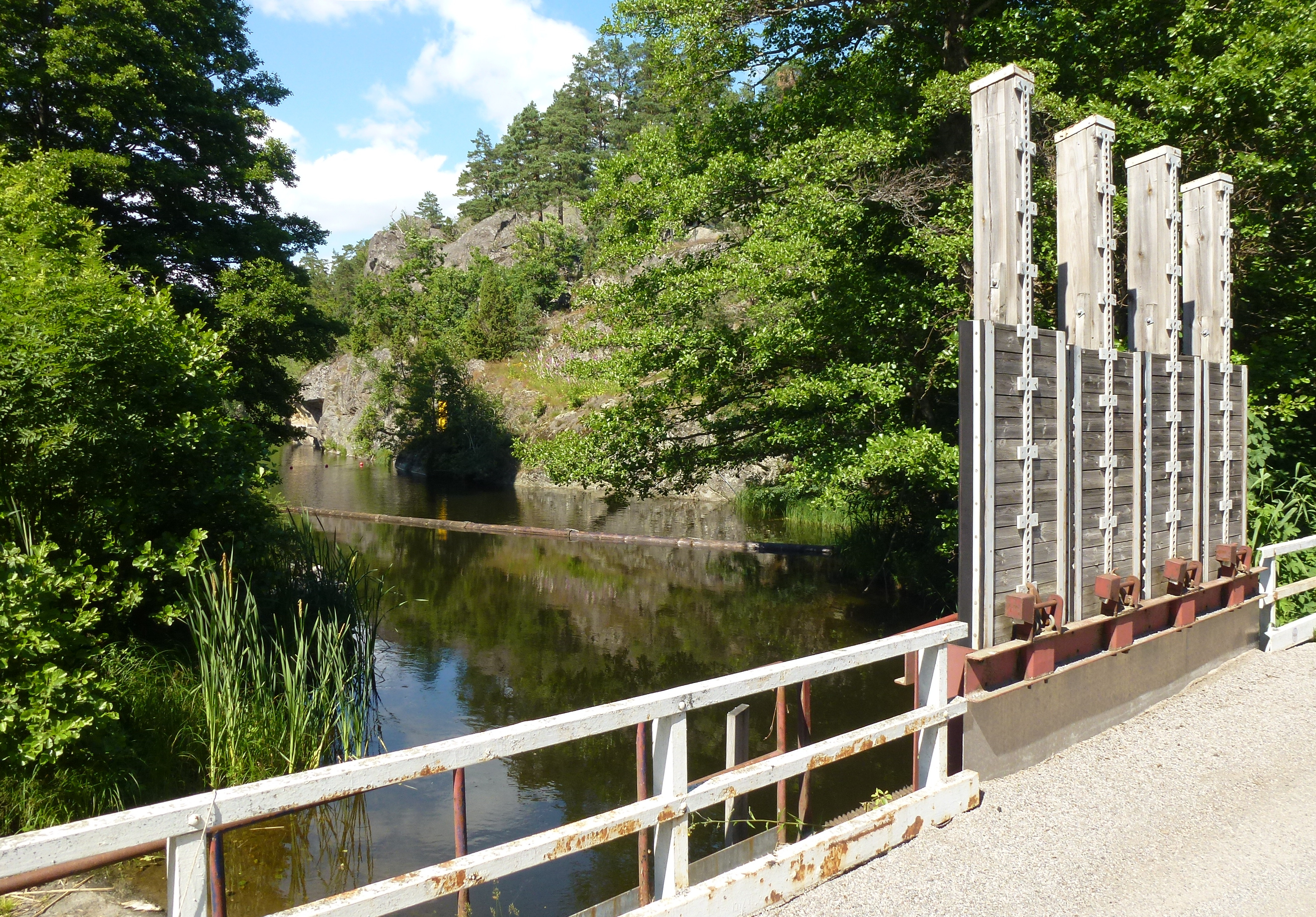
Albysjöns utlopp vid Uddby kvarn